# Johann Jakob von Vicari
Johann Jakob von Vicari (1777 in den Ritterstand erhoben; * 2. März 1740 Aulendorf (oder Freiburg); † 27. Oktober 1805 Bregenz) war ein österreichischer Verwaltungsbeamter, Jurist und Kreishauptmann in Bregenz.

## Leben
Johann Jacob war der Sohn von Hofrat Dr. Georg Andreas Vicari, aus Mailand zugewandert, und von Maria Anna Josepha de Gall. Von 1754 an studierte er an der Universität Freiburg im Breisgau, 1757 schloss er dieses juristische Ausbildung erfolgreich ab. Danach trat er in österreichische Dienste als Landschreiber, Oberamtsrat und Stadtschultheiß von Rottenburg am Neckar (bis 1778), ab 1784 war er in der Herrschaft Tettnang und Wasserburg als Oberamtmann, von 1792 bis 1797 als k.k vorderösterreichischer Regierungs- und Kammerrat tätig. Am 7. Jänner 1797 wurde er zum Kreishauptmann in Bregenz ernannt und ging 1805 in Pension. 1787/88 war Vicari auch provisorischer Stadthauptmann von Konstanz.
Um 1800 gab Johann Jacob von Vicari der Kreiskassa einen Kredit von 12.000 Gulden, die Zinsen wurden im 1803 und 1804 aber nicht ausbezahlt. Er erwarb nach 1801 das Deuringschlössle in Bregenz.

## Ehrungen
Johann Jacob Vicari wurde am 3. Januar 1777 in den erbländischen Ritterstand erhoben.